# Hahake

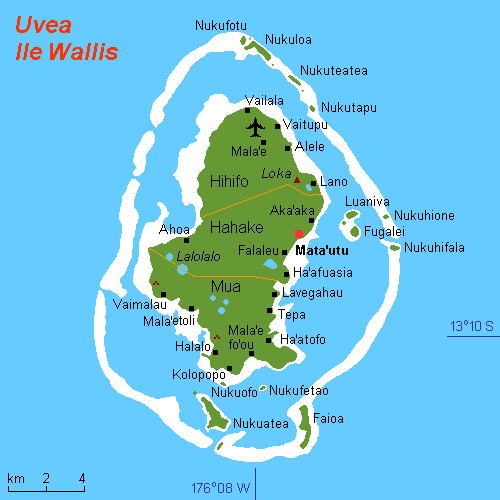
Hahakes läge på Wallisön

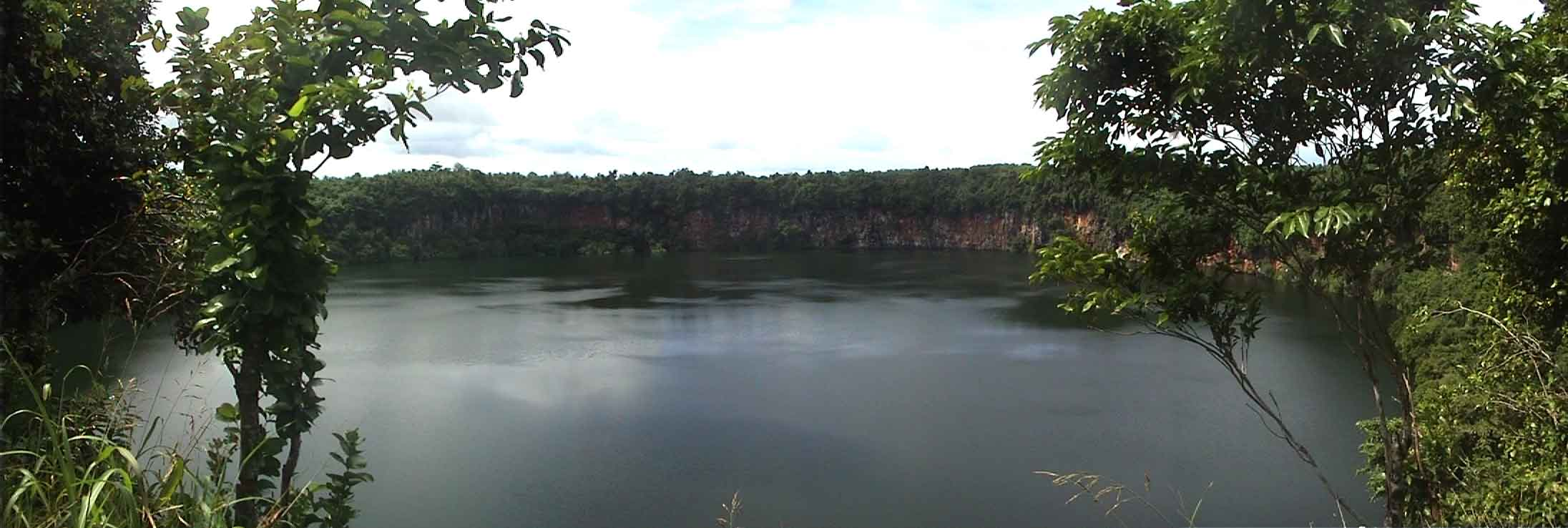
Lalolalosjön

Hahake är ett av de tre förvaltningsdistrikt på Wallisön bland Wallis- och Futunaöarna i Stilla havet.

## Geografi
Hahake har en area om ca 27,8 km² och ligger på Wallisöns centrala del.
Befolkningen uppgår till ca 3.800 invånare (1) fördelade på huvudorten Mata-Utu i distriktets östra del och övriga större orterna Ahoa, Akaaka, Liku, Falaleu och Haafuasia.
I distriktet ligger även Lano Lalolalo ("Lalolalosjön") och Lano Kikila ("Kikilasjön"), två av öns största insjöar.
Småöarna Île Nukuhifala, Île Fugalei och Île Luaniva utanför den östra kusten tillhör förvaltningsmässigt också distriktet.

## Historia
Wallis beboddes troligen av polynesier redan på 1000-talet f.Kr. och Uveariket (ett av de tre kungadömen bland Wallis- och Futunaöarna) grundades i början på 1400-talet.
Den första europeiska kontakten skedde den 16 augusti 1767 av brittiske Samuel Wallis (2).
1837 kom franska missionärer till området och konverterade ursprungsbefolkningen till katolicismen. Efter ett uppror bad missionärerna om franskt beskydd 1842 och ön utropades till franskt protektorat av franske kapten Mallet vilket dock då ej erkändes av Frankrike. Först den 5 april 1887 gjordes Uvea till franskt protektorat under förvaltning från Nya Kaledonien.
1924 blev området en egen koloni och omvandlades sedan den 29 juli 1961 till ett "Territoire d'outre-mer" med viss autonomi och erhöll den 28 mars 2003 slutligen status som franskt "Collectivité d'outre-mer".